# 云南柊叶
云南柊叶（学名：Phrynium tonkinense）为竹芋科柊叶属下的一个种。